# Monte Porzio
Monte Porzio é uma comuna italiana da região das Marcas, Província de Pesaro e Urbino, com cerca de 2.228 habitantes. Estende-se por uma área de 18 km², tendo uma densidade populacional de 124 hab/km². Faz fronteira com Corinaldo (AN), Mondavio, Monterado (AN), Orciano di Pesaro, San Costanzo, San Giorgio di Pesaro.